# Pericampylus
Pericampylus Miers – rodzaj roślin z rodziny miesięcznikowatych (Menispermaceae). Obejmuje co najmniej 2 gatunki występujące naturalnie w strefie tropikalnej wschodniej Afryki, w Indiach, Sri Lance, wschodnich Chinach, Azji Południowo-Wschodniej oraz północnej Australii.

## Systematyka
Pozycja systematyczna według APweb (aktualizowany system APG III z 2009)
Rodzaj z rodziny miesięcznikowatych (Menispermaceae).
Wykaz gatunków
- Pericampylus glaucus (Lam.) Merr.
- Pericampylus incanus (Colebr.) Miers ex Hook. f. & Thomson